# Liste der Bodendenkmale in Salzatal
In der Liste der Bodendenkmale in Salzatal sind alle Bodendenkmale der Einheitsgemeinde Salzatal und ihrer Ortsteile aufgelistet. Grundlage ist die Veröffentlichung der Landesdenkmalliste mit Stand vom 25. Februar 2016.  Die Baudenkmale sind in der Liste der Kulturdenkmale in Salzatal aufgeführt.
| Denkmal-ID          | Fundart             | Ortsteil   | Bezeichnung                                        | Zeitstellung | Lage                                                                                                 | Bemerkungen | Bild |
| ------------------- | ------------------- | ---------- | -------------------------------------------------- | ------------ | --- | --- | ---- |
| 428300211           | Grabmal > Grabhügel | Bennstedt  | Grabhügelgruppe                                    | undatiert    | 0,5 km südwestlich der Siedlung Waldheil, Lieskau- auf dem Feld am „Lindbusch“ ()                    | keine Grabhügel erkennbar |      |
| 428300212           | besonderer Stein    | Bennstedt  | Menhir, eventuell zu einem Megalithgrab gehörend   | Neolithikum  | westlich am Lindbusch ()                                                                             | befindet sich nach Abtransport am Köllmer Weg (Bennstedt–Lieskau) |      |
| ?                   | besonderer Stein    | Bennstedt  | Bauernstein                                        |              | Am Gemeindezentrum im Ort (Lage)                                                                     | |      |
| 428300223           | besonderer Stein    | Köllme     | Wegstein                                           | Neuzeit      | am Wegekreuz Bennstedt–Zappendorf / Köllme–Dölau ()                                                  | steht leicht erhaben an einer Feldwegekreuzung (Lutherweg) |      |
| 428300224           |                     | Köllme     | Wasserkanal                                        | Neuzeit      | Südwest-Rand der Ortslage, am Grundstück Landwirtschaftsweg Nr. 8 ()                                 | nur äußerst vage zu erkennen |      |
| 428300225 428300124 | besonderer Stein    | Krimpe     | Menhirgruppe – Vier Steine „Das Galgfeld“          | undatiert    | 500 m westsüdwestlich vom Ort, Ortseingang unter einer Eiche, vier Steine, teilweise genagelt (Lage) | wobei nördlicher und südlicher Stein Nagelsperen und auch Nagel selbst tragen, der östlichste Stein ist nur noch in Resten vorhanden, Steine selbst stehen auf einen kleinen Hügel                    |      |
| 428300526           | Grabmal > Grabhügel | Schochwitz | Grabhügel                                          | undatiert    | 1 km westlich vom Ort ()                                                                             | Grabungsbefund, kein Oberbodendenkmal |      |
| 428300139 428300222 | besonderer Stein    | Räther     | Menhir ‚Der Bauer‘ (‚Schäferstein‘/‚Langer Stein‘) | Neolithikum  | 0,3 km südlich vom Ort, an der Gemarkungsgrenze zu Höhnstedt (Lage)                                  | an einer Seite mit Farbe besprüht |      |
| 428300243           | besonderer Stein    | Trebitz    | Steinbank, Steintisch                              | undatiert    | Trebitz, Dorfplatz vor der Kirche/‚An den Bauernsteinen‘ unter der Linde (Lage)                      | Stein stark bemoost |      |
| 428300141           | Befestigung > Burg  | Salzmünde  | Spornburg „Schloßberg“                             | Mittelalter  | nordwestlich über dem Ort (Lage)                                                                     | Zufahrt zur Burg ist ein Privatweg, Burggraben ist umzäunt und nicht zugänglich. |      |
| 428300142           | Grabmal > Grabhügel | Schiepzig  | drei Hügelgräber                                   | Neolithikum  | Neu-Ragoczy, 3,0 km östlich vom Ort (Lage)                                                           | am Rande des Saalewanderwegs |      |
| 428300525           | besonderer Stein    | Schiepzig  | Bauernstein Schiepzig                              | undatiert    | im Dorfzentrum, Lettiner Straße (Lage)                                                               | kleiner Dorfplatz, Wanderweg Saalkreis 3/3 |      |
| 428300063           | Grabmal > Grabhügel | Salzmünde  | Grabhügel Bierhügel                                | Neolithikum  | 0,5 km westlich vom Ort, an der Hauptverkehrsstraße L169 (Lage)                                      | großer, gut erkennbarer Grabhügel, darauf modernes Denkmal |      |
| 428300510           | besonderer Stein    | Fienstedt  | Bauernstein                                        | undatiert    | Dorfzentrum, 100 m westlich der Kirche; Str. „Um die Linde“ (Lage)                                   | In zentraler Ortslage befinden sich zwei Steine, wobei ein Stein eine Plattenform aufweist. Es handelt sich um eine Steinplatte und einen Grenzstein.                                                 |      |
| 428300220           | besonderer Stein    | Höhnstedt  | Meilenstein Höhnstedt                              | Neuzeit      | südlich der alten B80, nördlich der Kläranlage Kerner See (Lage)                                     | im Jahr 2000 ausgegraben und auf ein neues Fundament gestellt |      |
| 428300221           | besonderer Stein    | Höhnstedt  | Menhir „Hexenstein“, „Butterstein“                 | Neolithikum  | nördlich am Feldweg nach Langenbogen (Lage)                                                          | Maße: Breite: 0,46 m; Höhe: 0,97 m; Dicke: 0,28 m. (Tiefe Furchen auf der Schmalseite) |      |
| 428300127           | Befestigung > Burg  | Kloschwitz | Talrandburg „Klotzeburg“                           | Mittelalter  | nordwestlich über dem Ort (Lage)                                                                     | Burgberg wird als Ackerfläche genutzt, der Burgberg selbst ist als Wanderberg gekennzeichnet und über Altwege zu erreichen, vom Burgberg entfernt ist ein Zugangstor sichtbar, keine weitere Bebauung |      |